# Monti Džagdy
I monti Džagdy (in russo Джагды?) sono una catena montuosa dell'estremo oriente russo.
La catena si allunga per circa 300 chilometri a cavallo del confine fra il Territorio di Chabarovsk e l'oblast' dell'Amur; culmina ad una quota di 1.593 metri nella sezione centrale. La catena digrada a nord sui bassopiani drenati dalla Uda e dal corso superiore della Zeja, mentre a sud si saldano alle alteterre dell'Amur.
La catena dei Džagdy costituisce la sezione più orientale del più ampio sistema montuoso formato dalle catene dei Džagdy, Tukuringra, Soktachan e Jankan, parte integrante del complesso sistema di alteterre della Siberia sudorientale.